# Athlītikos Syllogos Neas Alikarnassou Neos Īrodotos
L'Athlītikos Syllogos Neas Alikarnassou Neos Īrodotos (in greco Αθλητικός Σύλλογος Νέας Αλικαρνασσού  Νέος Ηρόδοτος?), meglio noto come Neos Īrodotos o più semplicemente Īrodotos, è una società calcistica greca con sede nella città di Nea Alikarnassos. Milita nella A2 E.P.S. Candia, corrispondente al quinto livello del campionato greco.
Noto fino alla stagione 2024-2025 come Podosfairikos Athlītikos Syllogos Alikarnassou Īrodotos, gioca le sue partite interne allo stadio municipale di Nea Alikarnassos.

## Storia

### Primi anni
A seguito della catastrofe dell'Asia Minore, gli immigrati greci in Turchia arrivarono su Creta ed alcuni di loro fondarono Nea Alikarnassos, nel 1925. Gli abitanti e rifugiati di Alicarnasso (o Petroumi, come era nota in Grecia all'epoca), decisero di istituire un club che rappresentasse la comunità nonostante le difficoltà della vita dell'epoca. La squadra fu ufficialmente fondata il 18 giugno 1932 con la denominazione di Podosferikos Athlitikos Syllogos Alikarnassou Irodotos (o P.A.S.A. Irodotos) dal presidente dell'allora comunità di profughi Michalis Eleftheriadis, dal medico Michalis Velissarios, da Dimitris Skourellos (parente di Giannīs Skourellos) e da Apostolos Mouzourakis tra gli altri, ed il suo nome è un omaggio al famoso storico Erodoto (in greco Ηρόδοτος?, Īrodotos), originario proprio di Alicarnasso e di conseguenza simbolo della cultura locale. Nei suoi primi anni, e fino alla fine dell'occupazione tedesca di Creta, l'Irodotos giocava sporadicamente, ha iniziato a riprendere in pieno le attività nel 1948. Negli anni successivi la società, oltre alla squadra di calcio, sviluppò divisioni di basket (tutt'ora presente a livello femminile), atletica leggera, ciclismo e altri sport.

### Secondo novecento
L'Irodotos venne iscritto alla terza divisione della federazione calcistica regionale di Candia (la B E.P.S.I.), e, con il passare degli anni, la squadra venne promossa in prima divisione, permettendosi il lusso di sfidare squadre prestigiose come l'OFI Creta e l'Ergotelīs. L'Irodotos iniziò a prendere parte alle competizioni nazionali nel 1960, partecipando in Beta Ethniki, all'epoca la seconda serie, dove ha militato ininterrottamente fino al 1965, quando il club è retrocesso in Gamma Ethniki, terza serie del campionato greco. In totale, l'Irodotos ha giocato 12 stagioni in seconda serie (l'ultima volta nel 2022-23) e 20 volte in Gamma Ethniki (l'ultima volta nel 2020-21), rendendolo così il club con il terzo maggior numero di presenze nelle competizioni professionistiche con sede a Candia, dietro l'OFI e l'Ergotelis. Inoltre, l'Irodotos ha raggiunto i quarti di finale della Coppa di Grecia nella stagione 1987-1988 (dove venne eliminato dai futuri finalisti del Panathīnaïkos) e gli ottavi di finale due volte, la prima volta durante la stagione 1981-1982, dove fu eliminato dall'AEK Atene, futuro vincitore del torneo e per la seconda volta nella stagione 1988-1989, quando venne battuto dai rivali dell'OFI.

### Anni duemila e fallimento
Negli anni duemila, l'Irodotos ha militato quasi sempre in Gamma Ethniki fino alla retrocessione avvenuta al termine della stagione 2014-2015, dopo aver scontato 15 punti di penalizzazione da parte della Federazione calcistica della Grecia, in risposta all'omicidio del tifoso ospite Kostas Katsoulis da parte degli ultras dell'Irodotos nello stadio municipale di Nea Alikarnassos durante una partita casalinga di Gamma Ethniki contro l'Ethnikos Pireo.
Dopo i tragici incidenti avvenuti nel 2015, l'Irodotos ha fatto un trionfale ritorno in Gamma Ethniki, vincendo quattro trofei in una sola stagione nella stagione 2016-2017. In particolare, l'Irodotos ha vinto il campionato della federazione di Candia e la Coppa della federazione di Candia, oltre alla Coppa di Grecia dilettanti e alla Supercoppa greca dilettanti. Nella stagione successiva in Gamma Ethniki, ha vinto il gruppo 8 e si è qualificato per gli spareggi promozione nella Football League, vincendoli, facendo così ritorno in seconda serie dopo 36 anni di assenza. Tuttavia tornò subito in terza serie, trovando però una nuova promozione nella stagione 2020-2021 vincendo il gruppo 10.
L'anno successivo in seconda serie si apre con diverse difficoltà e si conclude con una storica salvezza ottenuta all'ultima giornata, che sancì la prima salvezza della squadra in seconda serie. L'annata seguente fu, oltre ad essere la prima consecutiva a questo livello, decisamente sotto le aspettative date dalla stagione passata e dall'intenso mercato estivo ed invernale. Quest'ultimo fu frutto di difficoltà economiche e societarie che porteranno la squadra ad essere esclusa dal campionato e dal calcio professionistico.

### Ripartenza
La stagione 2023-2024 inizia con la notizia dell'iscrizione della squadra capeggiata da una nuova amministrazione in A1 E.P.S.I., la prima divisione dilettantistica locale, in cui la squadra chiuderà al secondo posto in classifica alle spalle dell'AO Tympakiou. L'anno successivo la squadra vince il campionato arrivando a giocarsi il ritorno in Gamma Ethniki ai play-off nazionali che, complici 2 sole vittorie e 4 sconfitte, chiuderà all'inutile 5º posto.

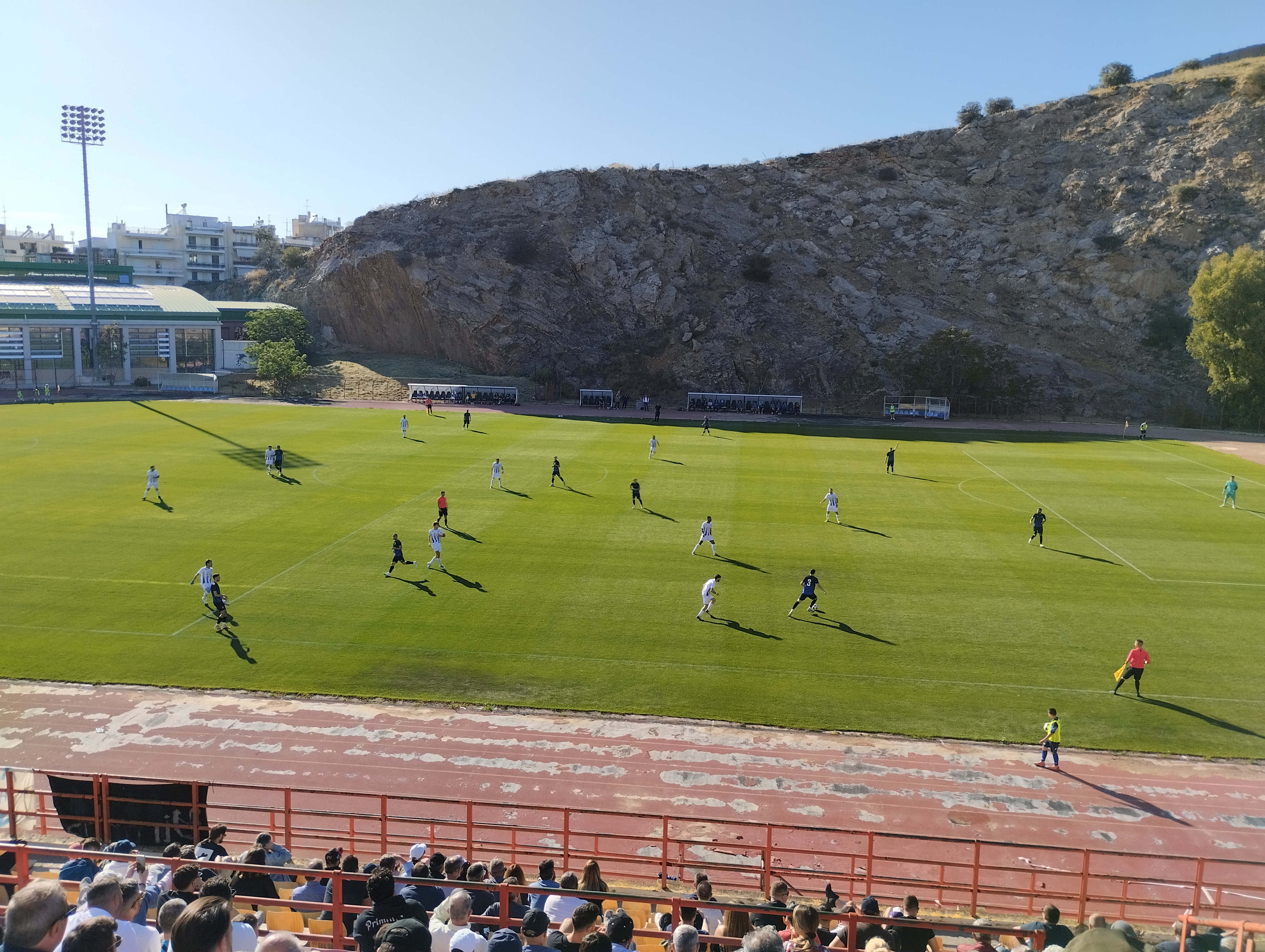
Una fase della partita fuori casa persa per 3-0 contro il Doxa Vyronos (4 maggio 2025), 2ª giornata dei play-off per la Gamma Ethniki.

Nel luglio seguente la società annunciò la mancata iscrizione alla categoria A1 e la discesa in A2, con l'obiettivo di formare una società staccata dai fardelli del passato e costruita in modo sano sui calciatori locali.

## Società

### Organigramma societario
Area direttiva
- Presidente: Manōlīs Līmnaios
- Presidente pro tempore: Apostolos Kargiotakīs
- 1º vicepresidente: Giannīs Fountoulakīs
- 2º vicepresidente: Lefterīs Poupakīs
- Direttore generale: Vasilīs Choraitīs
- Segretario generale: Nikolaos Kalantzakīs
- Vice segretario generale: Rafaīl Maltezos
- Amministratore finanziario: Michalīs Dermitzakīs
- Responsabile forniture: Giannīs Smaragdakīs
- Responsabile relazioni pubbliche: Elena Kountourakī
- Leader generali: Michalīs Strintzīs e Giannīs Fountoulakīs

Area comunicazione
- Ufficio stampa: Chrisa Zervou
- Ufficio stampa: Nikolakos Vyki

Area sportiva
- Direttore sportivo: Stelios Vradelīs
- Direttore tecnico: Lefterīs Vasiliadīs
- Direttore dipartimento giovanile: Kōnstantinos Kountourīs
- Direttore scouting: Zevedaios Androulakīs
- Scout: Kōstas Stefanīs

Area tecnica
- Allenatore: Dionysīs Geōrgopoulos
- Vice allenatore: Giōrgos Chōraïtīs
- Preparatore atletico: Dīmītrīs Trivizadakīs
- Preparatore portieri: Athanasios Geōrgiou
- Match analyst: Michalīs Misargopoulos

Area medica
- Responsabile settore medico: Geōrgios Arvanitīs
- Fisioterapista: Geōrgios Faliakakīs
- Massaggiatore: Geōrgios Kamaritīs
- Nutrizionista: Michalīs Tatarīs

## Palmarès
- Delta Ethniki: 2

1991-1992, 2003-2004
- Gamma Ethniki: 2

2017-2018 (gruppo 8), 2020-2021 (gruppo 10)
- Coppa di Grecia dilettanti: 1

2016-2017
- Supercoppa greca dilettanti: 1

2017
- A1 E.P.S.I.: 3

- Coppa E.P.S.I.: 8

## Organico

### Rosa 2025-2026
Aggiornato al 27 luglio 2025
| N. |                   | Ruolo | Calciatore               |
| -- | ----------------- | ----- | ------------------------ |
|    | Grecia (bandiera) | P     | Antōnios Petromichelakīs |
|    | Grecia (bandiera) | P     | Nikolaos Psimopoulos     |
|    | Grecia (bandiera) | P     | Grīgorīs Zizīs           |
|    | Grecia (bandiera) | D     | Michaīl Aggelos Bledakīs |
|    | Grecia (bandiera) | D     | Geōrgios Charitos        |
|    | Grecia (bandiera) | D     | Tzouliano Dragkonti      |
|    | Grecia (bandiera) | D     | Manolīs Kandilakīs       |
|    | Grecia (bandiera) | D     | Ioannīs Kokos            |
|    | Grecia (bandiera) | D     | Geōrgios Kargiotakīs     |
|    | Grecia (bandiera) | D     | Manolīs Kargiotakīs      |
|    | Grecia (bandiera) | D     | Alexandros Mavrantonakīs |
|    | Grecia (bandiera) | D     | Dīmītrios Tzagarakīs     |
|    | Grecia (bandiera) | C     | Kōnstantinos Bardakīs    |
|    | Grecia (bandiera) | C     | Zacharias Giakoumakīs    |

| N. |                   | Ruolo | Calciatore                   |
| -- | ----------------- | ----- | ---------------------------- |
|    | Grecia (bandiera) | C     | Giannīs Koiliaras (capitano) |
|    | Grecia (bandiera) | C     | Giannīs Kremitsas            |
|    | Grecia (bandiera) | C     | Michaīl Magakīs              |
|    | Grecia (bandiera) | C     | Lention Salatai              |
|    | Grecia (bandiera) | C     | Giougkel Spata               |
|    | Grecia (bandiera) | C     | Andreas Xiros                |
|    | Grecia (bandiera) | C     | Panagiōtis Zaimakīs          |
|    | Grecia (bandiera) | A     | Rafaīl Abazai                |
|    | Grecia (bandiera) | A     | Michalīs Bouloukas           |
|    | Grecia (bandiera) | A     | Ioannīs Danas                |
|    | Grecia (bandiera) | A     | Albert Hoxha                 |
|    | Grecia (bandiera) | A     | Fōtios Kypriotakīs           |
|    | Grecia (bandiera) | A     | Geōrgios Mylonas             |
|    | Grecia (bandiera) | A     | Geōrgios Tsichlakīs          |

## Paides Īrodotou
La squadra possiede anche una squadra di sviluppo denominata Paides Īrodotou (in greco Παίδες Ηροδότου?), letteralmente Figli di Erodoto. La squadra milita attualmente nella B E.P.S. Candia, la sesta ed ultima divisione della piramide calcistica locale.
Fino alla stagione 2024-2025 la squadra era nota come Neoi Īrodotou.